# Aromatična-L-aminokiselinska dekarboksilaza
Aromatična--aminokiselinska dekarboksilaza (EC 4.1.1.28, DOPA dekarboksilaza, triptofanska dekarboksilaza, hidroksitriptofanska dekarboksilaza, L-DOPA dekarboksilaza, aromatična amino kiselinska dekarboksilaza, 5-hidroksitriptofanska dekarboksilaza, aromatična-L-amino-kiselinska karboksi-lijaza (formira triptamin)) je enzim sa sistematskim imenom aromatična--aminokiselina karboksi-lijaza. Ovaj enzim katalizuje sledeću hemijsku reakciju
(1) -dopa {\displaystyle \rightleftharpoons } dopamin + CO2
(2) 5-hidroksi-L-triptofan {\displaystyle \rightleftharpoons } 5-hidroksitriptamin + CO2
Ovaj enzim je piridoksal-fosfatni protein.

## Literatura
- Nicholas C. Price; Lewis Stevens (1999). Fundamentals of Enzymology: The Cell and Molecular Biology of Catalytic Proteins (Third изд.). USA: Oxford University Press. ISBN 019850229X.
- Eric J. Toone (2006). Advances in Enzymology and Related Areas of Molecular Biology, Protein Evolution (Volume 75 изд.). Wiley-Interscience. ISBN 0471205036.
- Branden C; Tooze J. Introduction to Protein Structure. New York, NY: Garland Publishing. ISBN 0-8153-2305-0.
- Irwin H. Segel. Enzyme Kinetics: Behavior and Analysis of Rapid Equilibrium and Steady-State Enzyme Systems (Book 44 изд.). Wiley Classics Library. ISBN 0471303097.

## Spoljašnje veze
- Aromatic-L-amino-acid+decarboxylase на 